# Ángeles Álvarez
Ángeles Álvarez Álvarez, née le 12 février 1961, est une femme politique espagnole membre du Parti socialiste ouvrier espagnol (PSOE).
Elle est élue députée de la circonscription de Madrid lors des élections générales de novembre 2011.

## Biographie

### Profession
Ángeles Álvarez Álvarez a travaillé à la fondation "Mujeres" en tant que responsable de la prévention de la violence. Elle est experte en politique publique d'égalité.

### Carrière politique
Elle est secrétaire chargée de l'égalité et de la diversité au sein de la fédération socialiste madrilène.
Lors des élections municipales de mai 2007, elle est élue conseillère municipale de Madrid sur les listes du PSOE.
Le 26 juin 2016, elle est élue députée pour Madrid au Congrès des députés.